# Semjénháza
Semjénháza je vas na Madžarskem, ki upravno spada pod podregijo Letenyei Županije Zala.